# Webster County (West Virginia)
Webster County ist ein County im Bundesstaat West Virginia der Vereinigten Staaten. Der Verwaltungssitz (County Seat) ist Webster Springs. Das U.S. Census Bureau hat bei der Volkszählung 2020 eine Einwohnerzahl von 8.378 ermittelt.

## Geographie
Das County liegt im mittleren Osten von West Virginia und hat eine Fläche von 1440 Quadratkilometern ohne nennenswerte Wasserfläche. Es grenzt im Uhrzeigersinn an folgende Countys: Lewis County, Upshur County, Randolph County, Pocahontas County, Greenbrier County, Nicholas County und Braxton County.

## Geschichte
Webster County wurde am 10. Januar 1860 aus Teilen des Braxton County, Nicholas County und des Randolph County gebildet. Benannt wurde es nach Daniel Webster, einem US-amerikanischen Politiker, US-Senator und Außenminister.

## Demografische Daten

Alterspyramide des Webster County

Nach der Volkszählung im Jahr 2000 lebten im Webster County 9.719 Menschen in 4.010 Haushalten und 2.815 Familien. Die Bevölkerungsdichte betrug 7 Einwohner pro Quadratkilometer. Ethnisch betrachtet setzte sich die Bevölkerung zusammen aus 99,18 Prozent Weißen, 0,01 Prozent Afroamerikanern, 0,07 Prozent amerikanischen Ureinwohnern, 0,06 Prozent Asiaten, 0,01 Prozent Bewohnern aus dem pazifischen Inselraum und 0,01 Prozent aus anderen ethnischen Gruppen; 0,66 Prozent stammten von zwei oder mehr Ethnien ab. 0,37 Prozent der Bevölkerung waren spanischer oder lateinamerikanischer Abstammung.
Von den 4.010 Haushalten hatten 29,8 Prozent Kinder und Jugendliche unter 18 Jahre, die bei ihnen lebten. 55,4 Prozent waren verheiratete, zusammenlebende Paare, 10,6 Prozent waren allein erziehende Mütter, 29,8 Prozent waren keine Familien, 26,5 Prozent waren Singlehaushalte und in 12,4 Prozent lebten Menschen im Alter von 65 Jahren oder darüber. Die Durchschnittshaushaltsgröße betrug 2,41 und die durchschnittliche Familiengröße lag bei 2,89 Personen.
Auf das gesamte County bezogen setzte sich die Bevölkerung zusammen aus 23,0 Prozent Einwohnern unter 18 Jahren, 8,0 Prozent zwischen 18 und 24 Jahren, 26,7 Prozent zwischen 25 und 44 Jahren, 27,1 Prozent zwischen 45 und 64 Jahren und 15,2 Prozent waren 65 Jahre alt oder darüber. Das Durchschnittsalter betrug 40 Jahre. Auf 100 weibliche Personen kamen 96,9 männliche Personen. Auf 100 Frauen im Alter von 18 Jahren oder darüber kamen statistisch 94,3 Männer.
Das jährliche Durchschnittseinkommen eines Haushalts betrug 21.055 USD, das Durchschnittseinkommen der Familien betrug 25.049 USD. Männer hatten ein Durchschnittseinkommen von 25.362 USD, Frauen 15.381 USD. Das Prokopfeinkommen betrug 12.284 USD. 26,6 Prozent der Familien und 31,8 Prozent der Bevölkerung lebten unterhalb der Armutsgrenze. Davon waren 45,4 Prozent Kinder oder Jugendliche unter 18 Jahre und 21,0 Prozent waren Menschen über 65 Jahre.